# Engoujure
Terme utilisé dans la marine, une engoujure peut désigner : 
- Une sorte de rainure pratiquée en travers, sous les caisses des mâts de hune et de perroquet, pour recevoir le braquet.
- Une rainure pratiquée verticalement dans le mât pour y installer une estrope ou une rainure permettant de faire passer la têtière de la voile pour envoyer une voile marconi sur un mât en bois ou en alu, dépourvu de rail. (J. Dahec)
- une encoche semi-circulaire, dans le tableau arrière ou un bordage, destinée à guider un aviron